# Этельхард (король Хвикке)
Этельхард (англ. Æthelheard) был королём Хвикке, англосаксонского королевства, занимавшего земли на территории, которая позже стала Глостерширом и Вустерширом. Он правил совместно со своими предполагаемыми братьями Этельвердом, Этельбертом и Этельриком. Вполне вероятно, что все они были сыновьями Осхера, хотя отцовство Этельхарда и Этельберта прямо не указано в сохранившихся документах.
В 692 году вместе с Этельвердом он выдал хартию аббатисе Кутсвите, а также засвидетельствовал хартию Этельреда I, короля Мерсии вместе с Этельвердом, Этельбертом и Этельриком. В 693 году четверо братьев засвидетельствовали хартию, выданную их отцом Осхером.
Единственный раз, когда его называют королём, по-видимому, в возможно подлинном списке свидетелей, приложенном к поддельной хартии, приписываемой Кенреду, королю Мерсии в 709 году.